# MBC 월드리포트
《MBC 월드리포트》는 MBC TV의 아침 시간대에 방영된 국제 시사 프로그램이다.

## 기획 의도
지구촌 소식을 다양한 분야에 걸쳐 소개하는 국제뉴스 전문 프로그램이다.

2013년 3월 23일 봄 개편 당시, 시사제작국에서 제작하였던 지구촌 리포트를 보도국으로 옮기면서 확대 개편한 프로그램이다.

## 진행자

### 현재 진행자
현재 진행자는 2017년 3월을 기준으로 한다.
- 정슬기 아나운서(여): 문화방송 아나운서

## 역대 진행자
| 방송 채널 | 방송 기간                       | 진행자      | 비고  |
| --------- | ------------------------------- | ----------- | ----- |
| MBC TV    | 2013년 3월 23일~2014년 3월 15일 | 김소영 기자 |       |
| MBC TV    | 2014년 3월 22일~2017년 3월 19일 | 장미일 기자 | [ 1 ] |

## 방송 시간

### 주말
| 방송 채널 | 방송 기간                      | 방송 시간                     | 방송 분량 |
| --------- | ------------------------------ | ----------------------------- | --------- |
| MBC TV    | 2013년 3월 23일~2016년 4월 2일 | 매주 토요일 아침 7시 30분~8시 | 30분      |
| MBC TV    | 2016년 4월 10일~2017년 4월 2일 | 매주 일요일 아침 6시 30분~7시 | 30분      |

## 일부지역 자체방송

### 수중계 방송국
다음 지역 방송국은, MBC 월드리포트를 그대로 수중계한다.
- 춘천MBC, 원주MBC, MBC강원영동, 대전MBC, 전주MBC, 목포MBC, 여수MBC, 대구MBC, 포항MBC, 울산MBC, MBC경남, 제주MBC

### 자체 프로그램을 방영하는 방송국
다음 지역 방송국은, 아래와 같이 자체 방송을 실시한다. 

방영시간은 MBC 월드리포트가 방송되는 일요일 오전 6시 30분이다.
| 방송국  | 프로그램 타이틀              |
| ------- | ---------------------------- |
| MBC충북 | 프라임 인터뷰                |
| 광주MBC | 시청자가 만드는 TV           |
| 안동MBC | 살맛나는 세상 스페셜(재방송) |
| 부산MBC | 부산 부산문화 스페셜         |

## 같이 보기
- 월드리포트
- 지구촌 뉴스